# Полична стереосистема

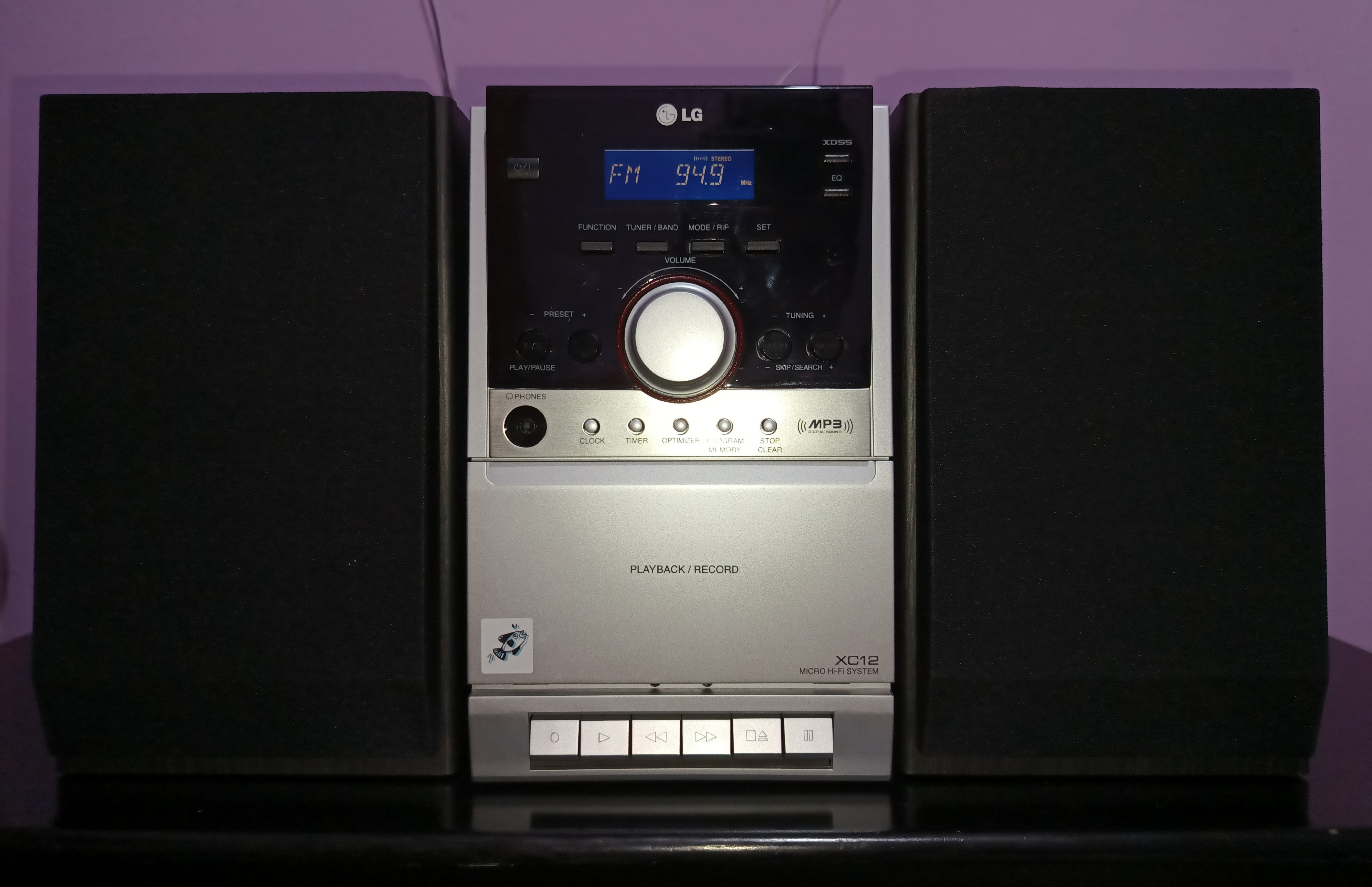
Стереосистема LG 2.0

Поличне стерео (стереосистема для/на полицю) — домашня стереосистема, яка досить мала для того, щоб її можна було розмістити на полиці або подібному місці. Такі системи варіюються від бумбокса, що працює від акумулятора, до складних багатофункціональних потужних приймачів та динаміків. Стереосистеми на полицях часто оцінюються з використанням загальної потужності системи, щоб "підсилити" їх видиму потужність. 
[джерело?]

## Історія
Стереосистеми на полицях датуються радіоприймачами, які часто зустрічаються в закусочних з часу появи радіо. Однак ці ранні приймачі не були стереофонічними приймачами.

## Сьогодні
Що стосується потужності підсилювача, багато поличних стереосистем мають загальну потужність системи більше 500 ват, що значно більше, ніж у багатьох приймачів об'ємного звуку,  які зазвичай дорожчі. Більшість стереосистем на полицях використовують або стандартний двоканальний формат, або 2,1-канальний формат (який включає сабвуфер), причому останній є більш поширеним у більш потужних системах. "Точковий" вказує на використання сабвуфера разом із двома основними динаміками.
Однак це основна різниця між стереосистемами на полиці та приймачами об'ємного звуку.  Приймачі об'ємного звуку найчастіше використовують колонки 2.1, 5.1, 6.1 та 7.1, які забезпечують справжній об'ємний звук. Стереосистеми можуть приймати різні типи носіїв інформації. Багато стереосистеми мають або мають можливість зв’язку: 
- радіо
- касета
- CD
- цифровий аудіоплеєр (наприклад, Аудіофайли MP3 або FLAC), такі як iPod
- Пристрої Bluetooth
- USB флеш-накопичувачі
- супутникове радіо

Розмір стереосистеми епохи 2010 року також змінився. Багато популярних стереосистем — це одна з’єднана частина, на відміну від кількох динаміків, які відокремлюються від основного блоку.  Серед нових цілісних стереосистем є автономна акустична система iPod. Ці системи призначені в основному для використання iPod і використовують док-станцію для iPod.